# 智海号试验船
智海号试验船是中華人民共和國一艘应急通信试验网络船隻，总长约70米，宽13米，平均航速16节，排水量2000吨，续航力不低于3000海里。它可搭载通信方舱、水下通信等设备，可以前往事故区域參與救援以及前往近、远海科学考察。該船只由中国船舶集团有限公司七院承建。2020年11月16日，智海号命名和下水。2021年7月底交付。